# 交響曲第68番 (ハイドン)
交響曲第68番 変ロ長調 Hob. I:68 は、フランツ・ヨーゼフ・ハイドンが作曲した交響曲。

## 概要
作曲年代は明らかでないが、第66番、第67番、本作の3曲は、1779年の秋にヨハン・ユリウス・フンメル（有名な作曲家のヨハン・ネポムク・フンメルとは無関係）によって「作品15」として出版されており、それ以前の作品である。

## 編成
オーボエ2、ファゴット2、ホルン2、弦五部。

## 曲の構成
- 第1楽章 ヴィヴァーチェ
変ロ長調、4分の3拍子、ソナタ形式。

さわやかな主題にはじまる。

- 第2楽章 メヌエット - トリオ
変ロ長調、4分の3拍子。
ハイドンの交響曲でメヌエットを第2楽章に置くのは本作が最後である。トリオでは第3拍に強いアクセントの置かれた特殊な音型が出現する。

- 第3楽章 アダージョ・カンタービレ
変ホ長調、4分の2拍子、ソナタ形式。

弱音器をつけたヴァイオリンにより、16分音符の連続の伴奏に乗って旋律が演奏されるが、途中で突然全奏によって4つの16分音符だけが強調される。

- 第4楽章 フィナーレ：プレスト
変ロ長調、4分の2拍子、ロンド形式。

高速な楽章。最初の挿入エピソードはファゴットによる武骨な旋律、2番目のエピソードはオーボエによるなめらかな旋律、3番目のエピソードは低音楽器による短調の旋律が演奏される。最後の全奏の手前に独奏楽器による「こだま」の模倣がある。